# 根岸愛
根岸 愛（ねぎし あい、1992年〈平成4年〉9月27日 - ）は、日本のアイドル・タレント・声優・ゲーマー。女性アイドルグループ『PASSPO☆』の元メンバーで、キャプテン（リーダー）も務めた。愛称はあいぽん。
埼玉県入間郡毛呂山町出身。プラチナムプロダクション所属。

## 略歴
高校時代にプラチナム・パスポートからスカウトされ芸能界に入った。当時はアイドルになろうと考えていたわけではなかったが、周囲から勧められ、2009年6月にぱすぽ（後PASSPO☆）の白担当となった。
2013年4月に1st写真集『Nobody Knows』を発売した。また、同月より2013年9月まで、冠番組『根岸愛のもちもち機内放送(*´ω｀*)』がHBCラジオにて放送された。2014年4月からは、同局で『PASSPO☆根岸愛のもちもち機内放送(*´ω｀*)2014便』が放送されていた。
2019年4月にfaniconにてファンコミュニティサイト「根岸愛の城」を開設。当初は「根岸愛の城（仮）」であったが、コミュニティ内での議論の末、コミュニティ名は「根岸愛の城」、ファン呼称は「白根騎士団（しろねぎしだん）、略称しろねぎ」に決定した。
同年7月20日に幕張メッセで開催された「D4DJ 1st LIVE」にて、『D4DJ』の松山ダリア役（所属ユニットはMerm4id）を演じる事が発表された。
2025年3月10日、ロックバンド・KEYTALKおよびAlaska Jamのギタリストである小野武正との結婚をインスタグラムで発表した。

## 人物
- 毛呂山町立川角中学校卒業[16]。
- ゲーム好きとして知られており、本人も「ゲームオタク」を自称している[17]。2013年10月に放送されたオリジナルカードゲーム特番『透波乱波』[18]では予選を突破し[19]、日本テレビ系で放送された本戦でも勝利し優勝を果たした[20]。
ゲームのジャンルとしては、RPG・アクションRPGを好み、中でも特に好きなのがテイルズ オブ シリーズである[17]。同シリーズが好きになったきっかけは4学年上の兄がテイルズ オブ シンフォニアで遊んでいたのを横で見ていたことだという[21]。
こうした経緯から、2015年に将棋ゲームアプリを使用とした対局番組『将棋ウォーズカップ〜芸能界最強決定戦』（BSフジ）に出演。番組オファーをもらうまで駒の動かし方もわからない初心者であったが、以降アプリ対局を重ね棋力も上昇。2016年の「朝日新聞社杯第２期将棋ウォーズ棋神戦」（CSテレ朝チャンネル2）[22]、「四神将棋」（BSフジ）[23]など将棋関連番組にも出演している。
- 2015年より毛呂山町観光大使（現在、3期目。任期2年）に任命された[24][25]。
- 日本人とフィリピン人のハーフ[26]。

## 出演

### テレビ番組
- チャージ730!（2015年4月1日[27] - 2015年9月23日[28][29]、テレビ東京） - 毎週水曜日・天気予報を担当する「チャージガール!」として出演[30]。
- 新春Kawaiian!アイドルごちゃまぜSP 2016（2016年1月5日、KawaiianTV） - 後に単独の番組「二次元同好会」となる。
- 第6期将棋ウォーズ棋神戦 in テレ朝夏祭り（2018年8月10日、テレ朝チャンネル）[31]
- レオス・キャピタルワークス杯 第7期将棋ウォーズ棋神戦（2019年3月17日、テレ朝チャンネル）他。

### テレビCM
- 新生オートプラザ （テレビ埼玉を中心にオンエア）

### ウェブテレビ
- P-Sports〜目指せ、ポケモンバトルマスター!〜（2018年1月24日 - 6月9日、AbemaTVウルトラゲームス）[32] - アシスタント

### ラジオ
- 根岸愛のもちもち機内放送(*´ω｀*)（2013年4月7日 - 9月28日、HBCラジオ）- メインパーソナリティ [10][11][17]
  - PASSPO☆根岸愛のもちもち機内放送(*´ω｀*)2014便（2014年4月6日 - 2016年12月25日、HBCラジオ）- メインパーソナリティ [12]
- PASSPO☆根岸愛のWednesday Flight♪（2017年1月4日 - 9月19日 、エフエム北海道）- メインパーソナリティ [33]
  - 根岸愛のWednesday Flight♪特別編！根岸の王国スペシャル（2017年9月26日、エフエム北海道）
- 60TRY部（2018年10月10日、ラジオ日本） - スペシャルパーソナリティー

### 映画
- 学校裏サイト（2009年7月25日）[34]
- ボクが修学旅行に行けなかった理由（2013年7月6日）[35]
- 家出レスラー（2024年5月17日、ブシロードムーブ）[36]

### テレビアニメ
- D4DJ First Mix（2021年、松山ダリア）
  - ぷっちみく♪ D4DJ Petit Mix（2021年、松山ダリア[37]）
  - D4DJ Double Mix（2021年、松山ダリア）
  - D4DJ All Mix（2023年、松山ダリア[38]）

### ゲーム
- D4DJ Groovy Mix（2020年、松山ダリア[39]）

### パチンコ・パチスロ
- L D4DJ Pachi-Slot Mix（2024年、松山ダリア[40]）

### ライブ・イベント
- 毛呂山町産業まつり（毛呂山総合公園）
  - 第22回 2015年11月15日 - 毛呂山町観光大使委嘱状交付式
  - 第23回 2016年11月19日 - 第6回ゆず娘コンテスト審査員、観光大使ライブコンサート・トーク
  - 第24回 2017年11月19日 - 毛呂山町観光大使委嘱状交付式（2期目）
  - 第25回 2018年11月17日、18日 - イベントMC、第7回ゆず娘コンテスト審査員
- レインボーまつりin川越（2018年10月27日）- 毛呂山町観光大使
- 阿久津健太郎 Anniversary Live 〜個人面談〜（2018年11月25日、六本木morph-tokyo）
- The Ground CrewワンマンVol.7 〜Come home anytime〜（2018年11月25日、六本木morph-tokyo）
- 今月の宮下雄也vol.44 テーマ【ゲームナイト】 - ゲスト（2018年11月30日、新宿ロフトプラスワン）
- 『Funkyナース〜きばらんか！〜』DVD発売記念イベント（2018年12月9日、SoyLatte STUDIO）
- PLATINUM TEENS FESTIVAL 2019 WINTER（2019年1月14日） - MC
- PLATINUM TEENS FESTIVAL 〜2019 SPRING〜（2019年5月2日） - MC
- 安達健太郎と役者がコントするLIVE（2019年8月27日、ルミネtheよしもと）

### 舞台
- アリスインプロジェクト「ダウト!国立公安女子校」（2012年10月25日 - 28日、博品館劇場） - ユカリ 役[41]
- ほしのこえ（2015年4月23日・27日、CBGKシブゲキ!!）- 長峰美加子 役[42]
- しずる館Premium LIVE!!（2015年5月20日、ティアラこうとう小ホール）[43]
  - しずる館Festival 2015 in 亀有（2015年8月26日 - 27日、かめありリリオホール）[44]
- 劇団TEAM-ODAC再演企画公演 『ダルマ』（2015年6月18日 - 23日、紀伊国屋ホール）[45]
- 舞台 増田こうすけ劇場 ギャグマンガ日和 デラックス風味（2016年4月6日 - 10日、AiiA 2.5 Theater Tokyo） - テンテン 役
- LIPS*S 2017 Summer Theater 『水月鏡花 -竜馬夢双-』（2017年6月7日 - 11日、池袋シアターグリーン BIG TREE THEATER）
- 演劇集団Z-Lion(ジ―ライオン)　第9回公演『夢のLife twoトゥライフ』（2017年10月25日 - 29日、シアターサンモール）
- 五反田タイガー 3rd Stage『Funkyナース〜きばらんか！〜』（2018年3月14日 - 18日、新宿村LIVE）
- アドリブ心理劇『レジスタンスイレブン』〜 ハロウィンを守り抜け〜（2018年10月7日、コフレリオ 新宿シアター）
  - アドリブ心理劇『レジスタンスイレブン』〜クリスマスを守り抜け〜（2018年12月10日、コフレリオ 新宿シアター）
  - アドリブ心理劇「レジスタンスイレブン」〜フォースシーズン〜（2019年4月5日 - 6日、上野ストアハウス）
- 信長の野望・大志 - お船（せん） 役
  - -冬の陣- 王道執行 〜騎虎の白塩編〜（2018年11月8日 - 12日、シアター1010）
  - -夢幻- 〜本能寺の変〜（プレビュー公演：2019年5月18日、戸田市文化会館 / 5月21日 - 26日、シアター1010）
- おおばかもの〜憧れのサンパチマイク〜（2018年12月12日 - 16日、草月ホール）
- Super Eccentric Girls「巫女ガール」 （2019年2月20日 - 24日、CBGKシブゲキ!!）
- 企画演劇集団ボクラ団義 vol.22 特別本公演「関ヶ原で⼀⼈」（2019年7月4日 - 15日、池袋シアターグリーン BIG TREE THEATER） - 古満（こま）姫 役
- DARKNESS HEELS〜THE LIVE〜SHINKA（2019年12月5日 - 15日、CBGKシブゲキ!!） - ヒヨ 役
- ゼロの無限音階（2021年7月8日 - 11日、博品館劇場） - オリビア 役
- 擾乱 THE PRINCESS OF SNOW AND BLOOD ～陽いづる雪月花編～（2021年10月28日 - 11月7日、明治座） - 壱 役
- ぼくらの七日間戦争2022（2022年2月4日 - 6日、東京建物 Brillia HALL） - 西脇由布子 役
- 舞台 Lyrical Lily「千リ！の道も一歩から」（2022年6月28日 - 7月3日、飛行船シアター） - 松山ダリア 役
- 舞台 D4DJ「有栖川学院文化祭 LIVE STAGE」（2023年4月30日 - 5月7日、飛行船シアター）[46]
- 「降臨SOUL[47]」（2023年11月23日 - 12月3日、中目黒キンケロシアター） - アシカガ 役
- 朗読劇舞台「永久保貴一の極めて怖い話 2024」（2024年8月11日、浅草花劇場）[48]
- 音楽朗読劇「手紙」（2024年9月4日 - 8日、博品館劇場）[49]
- 「降臨SOUL～風燐火斬～[50]」（2024年9月25日 - 29日、六行会ホール） - アシカガ 役[51]
- 舞台「アンダースタディ」（2025年4月16日 - 20日、シアター・アルファ東京）[52]
- 「降臨SOUL～是非ニ及バズ～」（2025年5月21日 - 25日、六行会ホール） - アシカガ 役[53]

## ディスコグラフィ

### キャラクターソング
| 発売日   | 商品名                                                 | 歌 | 楽曲                                                                                                 | 備考                                  |
| 2020年   | 2020年                                                 | 2020年 | 2020年                                                                                               | 2020年                                |
| -------- | ------------------------------------------------------ | --- | --- | ------------------------------------- |
| 1月29日  | Dig Delight! Aver.                                     | Merm4id | 「Floor Killer」                                                                                     | 『D4DJ』関連曲                        |
| 4月22日  | Direct Drive!                                          | Merm4id | 「ING」                                                                                              | 『D4DJ』関連曲                        |
| 6月24日  | Cosmic CoaSTAR                                         | Merm4id | 「round and round」                                                                                  | 『D4DJ』関連曲                        |
| 12月2日  | 4U                                                     | Merm4id | 「4U」 「Make some noise!」                                                                          | 『D4DJ』関連曲                        |
| 2021年   |                                                        | | |                                       |
| 1月20日  | D4DJ Groovy Mix カバートラックス vol.1                 | Merm4id | 「キューティーハニー」 「DISCOTHEQUE」                                                               | ゲーム『D4DJ Groovy Mix』関連曲       |
| 2月24日  | ぐるぐるDJ TURN!!                                      | D4DJ ALL STARS                                                                                               | 「LOVE!HUG!GROOVY!!」                                                                                | ゲーム『D4DJ Groovy Mix』主題歌       |
| 6月16日  | BOOM-BOOM SHAKE!                                       | Merm4id | 「BOOM-BOOM SHAKE!」 「Princess advent」                                                             | 『D4DJ』関連曲                        |
| 7月21日  | D4DJ Groovy Mix カバートラックス vol.2                 | Merm4id | 「Climax Jump」 「Gamble Rumble」                                                                    | ゲーム『D4DJ Groovy Mix』関連曲       |
| 8月28日  | なんてカラフルな世界！[D4DJ Remix]                     | D4DJ ALL STARS                                                                                               | 「なんてカラフルな世界！[D4DJ Remix]」                                                               | ゲーム『D4DJ Groovy Mix』関連曲       |
| 10月27日 | High tension BPM                                       | Merm4id | 「High tension BPM」 「OMG」                                                                         | 『D4DJ』関連曲                        |
| 11月24日 | D4DJ 6ユニット3rd Single連動購入特典CD                 | D4DJ ALL STARS                                                                                               | 「ぷっちみくパーチナィ！」                                                                           | 『D4DJ』関連曲                        |
| 11月24日 | D4DJ 6ユニット3rd Single連動購入特典CD B ver.          | Merm4id | 「ぷっちみくパーチナィ！」                                                                           | 『D4DJ』関連曲                        |
| 2022年   |                                                        | | |                                       |
| 1月26日  | D4DJ Groovy Mix カバートラックス vol.3                 | Merm4id | 「CAT'S EYE」 「どうにもとまらない」                                                                 | ゲーム『D4DJ Groovy Mix』関連曲       |
| 4月27日  | D4DJ Groovy Mix カバートラックス vol.4                 | Merm4id | 「フジヤマディスコ」 「＊ ～アスタリスク～」                                                         | ゲーム『D4DJ Groovy Mix』関連曲       |
| 4月27日  | V.I.P LAGOON A ver.                                    | Merm4id | 「S.T.O.P.!」 「NO-NO」 「HOLY WORRY」 「I will never die」 「Princess advent (V.I.P LAGOON Remix)」 | 『D4DJ』関連曲                        |
| 4月27日  | V.I.P LAGOON B ver.                                    | Merm4id | 「Make some noise! (V.I.P LAGOON Remix)」                                                            | 『D4DJ』関連曲                        |
| 7月20日  | D4DJ Groovy Mix カバートラックス vol.5                 | Merm4id | 「Blazin' Beat」 「Realize」                                                                         | ゲーム『D4DJ Groovy Mix』関連曲       |
| 10月26日 | D4DJ Groovy Mix カバートラックス vol.6                 | Merm4id | 「Bomb A Head!」 「HONEY」                                                                           | ゲーム『D4DJ Groovy Mix』関連曲       |
| 11月16日 | FAKE OFF / 天使と悪魔                                  | Merm4id×燐舞曲                                                                                               | 「FAKE OFF」                                                                                         | テレビアニメ『D4DJ Double Mix』主題歌 |
| 11月16日 | FAKE OFF / 天使と悪魔                                  | Merm4id×燐舞曲                                                                                               | 「天使と悪魔」                                                                                       | 『D4DJ』関連曲                        |
| 2023年   |                                                        | | |                                       |
| 1月25日  | D4DJ Groovy Mix カバートラックス vol.7                 | Merm4id | 「real Emotion」 「恋愛♥ライダー」                                                                   | ゲーム『D4DJ Groovy Mix』関連曲       |
| 3月15日  | Around and Around                                      | Merm4id | 「D.M.F」                                                                                            | テレビアニメ『D4DJ All Mix』挿入歌    |
| 5月3日   | Get out！                                              | Merm4id | 「lovely!!!!」 「Live Life」 「I will never die EDM REMIX」 「Live Life Hard Bass Mix」              | 『D4DJ』関連曲                        |
| 7月12日  | D4DJ Groovy Mix カバートラックス vol.8                 | Merm4id | 「Timing」 「GO!!!」                                                                                 | ゲーム『D4DJ Groovy Mix』関連曲       |
| 7月19日  | G.O.A.T                                                | Merm4id | 「G.O.A.T」 「LOVE BITE」                                                                            | 『D4DJ』関連曲                        |
| 12月20日 | D4DJ EXCLUSIVE TRACKS                                  | D4DJ ALL STARS                                                                                               | 「LOVE!HUG!GROOVY!! +nova」                                                                          | ゲーム『D4DJ Groovy Mix』関連曲       |
| 12月20日 | D4DJ EXCLUSIVE TRACKS                                  | Merm4id | 「Floor Killer（After Party Mix）」                                                                  | ゲーム『D4DJ Groovy Mix』関連曲       |
| 2024年   |                                                        | | |                                       |
| 1月31日  | MAX!!!!                                                | Merm4id | 「MAX!!!!」 「START」                                                                                | ゲーム『D4DJ Groovy Mix』関連曲       |
| 4月24日  | D4DJ Groovy Mix カバートラックス vol.9                 | Merm4id | 「EXPOSE ‘Burn out!!!’」 「君のせい」                                                                | ゲーム『D4DJ Groovy Mix』関連曲       |
| 5月22日  | D4DJ XROSS∞BEAT                                        | Merm4id×燐舞曲                                                                                               | 「Vs or vS」                                                                                         | ゲーム『D4DJ Groovy Mix』関連曲       |
| 5月22日  | D4DJ XROSS∞BEAT                                        | Merm4id×Lyrical Lily                                                                                         | 「メタモルフォーゼ」                                                                                 | ゲーム『D4DJ Groovy Mix』関連曲       |
| 8月14日  | Triumphal                                              | Doki Dokiss                                                                                                  | 「Choose me Choose love」 「Doki Dokiss」                                                            | ゲーム『D4DJ Groovy Mix』関連曲       |
| 8月14日  | Triumphal                                              | 笹子・ジェニファー・由香（小泉萌香）、新島衣舞紀（七木奏音）、日高さおり（葉月ひまり）、松山ダリア（根岸愛） | 「お願いマッスル」                                                                                   | ゲーム『D4DJ Groovy Mix』関連曲       |
| 2025年   |                                                        | | |                                       |
| 3月5日   | Killer Tune                                            | Merm4id | 「ENDLESS MEMORIES」 「CUT OUT」 「BOOM-BOOM SHAKE!（Aggressive Mix）」                              | 『D4DJ』関連曲                        |
| 3月5日   | SUPERSTAR                                              | Happy Around!・Peaky P-key・Photon Maiden・Merm4id・燐舞曲・Lyrical Lily・UniChØrd                           | 「SUPERSTAR」                                                                                        | ゲーム『D4DJ Groovy Mix』関連曲       |
| 3月5日   | D4DJ Groovy Mix カバートラックス Extra Edition Merm4id | 松山ダリア（根岸愛）                                                                                         | 「一滴の影響」                                                                                       | ゲーム『D4DJ Groovy Mix』関連曲       |

## 書籍

### 雑誌
- 包丁百科  (2013年8月30日、ワールドフォトプレス)  ISBN 978-4-8465-3005-1
  - はじめての包丁生活 - 人気アイドルユニット、PASSPO☆の根岸愛さんとのコラボで送る、ライフスタイルの提案!
- ビバ☆テイルズオブマガジン | PASSPO☆根岸愛の「愛LOVEテイルズオブ」(2014年11月号から、角川書店)
- ナツ☆イチッ！ 〜この夏、輝くアイドル全員集合〜 | 週刊プレイボーイ×TOKYO IDOL FESTIVAL2016　公式BOOK（2016年7月25日、集英社）– 表紙[54]

### 写真集
- Nobody Knows（2013年4月1日、東京ニュース通信社）ISBN 978-4-86336-313-7[9]
  - 同年4月13日、同じくPASSPO☆の増井みおと共に、福家書店新宿サブナード店で発売記念イベントを行った[55]。写真集のタイトルについては「しっかり者のイメージだけでなく、誰も知らない素顔も出ている。私を知って欲しい」という意味だとコメントした[56]。
- Luv for all（2014年2月14日、東京ニュース通信社）ISBN 978-4-86336-379-3

### ユニットメンバー
1. 1 2 3 4 5 6 7 8 9 10 11 12 13 14  瀬戸リカ（平嶋夏海）、水島茉莉花（岡田夢以）、日高さおり（葉月ひまり）、松山ダリア（根岸愛）
2. 1 2 3  愛本りんく（西尾夕香）、明石真秀（各務華梨）、大鳴門むに（三村遙佳）、渡月麗（志崎樺音）、山手響子（愛美）、犬寄しのぶ（高木美佑）、笹子・ジェニファー・由香（小泉萌香）、清水絵空（倉知玲鳳）、出雲咲姫（紡木吏佐）、新島衣舞紀（前島亜美）、花巻乙和（岩田陽葵）、福島ノア（佐藤日向）、瀬戸リカ（平嶋夏海）、水島茉莉花（岡田夢以）、日高さおり（葉月ひまり）、松山ダリア（根岸愛）、青柳椿（加藤里保菜）、月見山渚（大塚紗英）、矢野緋彩（もものはるな）、三宅葵依（つんこ）、桜田美夢（反田葉月）、春日春奈（進藤あまね）、白鳥胡桃（深川瑠華）、竹下みいこ（渡瀬結月）
3. 1 2 3  青柳椿（加藤里保菜）、月見山渚（大塚紗英）、矢野緋彩（もものはるな）、三宅葵依（つんこ）
4. ↑  愛本りんく（西尾夕香）、明石真秀（各務華梨）、大鳴門むに（三村遙佳）、渡月麗（入江麻衣子）、山手響子（愛美）、犬寄しのぶ（高木美佑）、笹子・ジェニファー・由香（小泉萌香）、清水絵空（倉知玲鳳）、出雲咲姫（紡木吏佐）、新島衣舞紀（七木奏音）、花巻乙和（岩田陽葵）、福島ノア（佐藤日向）、瀬戸リカ（平嶋夏海）、水島茉莉花（岡田夢以）、日高さおり（葉月ひまり）、松山ダリア（根岸愛）、青柳椿（加藤里保菜）、月見山渚（大塚紗英）、矢野緋彩（もものはるな）、三宅葵依（つんこ）、桜田美夢（反田葉月）、春日春奈（進藤あまね）、白鳥胡桃（深川瑠華）、竹下みいこ（渡瀬結月）、海原ミチル（小岩井ことり）、一星ルミナ（高橋花林）、四ノ宮心愛（由良朱合）、天堂はやて（天麻ゆうき）、ネオ（May'n）、ソフィア（相坂優歌）、エルシィ（鷲見友美ジェナ）、ヴェロニカ（山田美鈴）
5. 1 2  桜田美夢（反田葉月）、春日春奈（進藤あまね）、白鳥胡桃（深川瑠華）、竹下みいこ（渡瀬結月）
6. ↑  山手響子（愛美）、新島衣舞紀（七木奏音）、松山ダリア（根岸愛）、三宅葵依（つんこ）
7. ↑  愛本りんく（西尾夕香）、明石真秀（各務華梨）、大鳴門むに（三村遙佳）、渡月麗（入江麻衣子）
8. ↑  山手響子（愛美）、犬寄しのぶ（高木美佑）、笹子・ジェニファー・由香（小泉萌香）、清水絵空（倉知玲鳳）
9. ↑  出雲咲姫（紡木吏佐）、新島衣舞紀（七木奏音）、花巻乙和（岩田陽葵）、福島ノア（佐藤日向）
10. ↑  海原ミチル（小岩井ことり）、一星ルミナ（高橋花林）、四ノ宮心愛（由良朱合）、天堂はやて（天麻ゆうき）